# Assalto do bou Eva
O assalto do bou Eva foi um dos episódios mais trágicos da repressão franquista na Galiza. A 23 de Abril de 1937 oito homens e uma mulher dispunham-se a escapar a França por mar (num bou) desde o porto de Vigo.
Os passageiros, de diferente orientação política, eram os galeguistas José Losada Castelao e Manuel Rodríguez Castelao (primos de Alfonso Daniel Rodríguez Castelao), os socialistas Manuel Martínez Moroño, José Rodríguez Lorenzo e Fernando Rodríguez Lorenzo, e os comunistas Luís Álvarez González, Camilo Campos Méndez e o casal Carmen Miguel Agra e Anxo Nogueira Nogueira. Após serem delatados, possivelmente por um tripulante, os falangistas assaltaram o barco. Encostaram um barco algibe do porto e alagaram a adega do bou, primeiro com água fria e depois com água quente. Contudo, os tripulantes não saíram, e decidiram pôr fim à sua vida de maneira coletiva antes de entregar-se aos falangistas.
Este acontecimento foi omitido pela ditadura de Franco, e nulamente difundido durante a Transição espanhola.
Segundo Xesús Alonso Montero, Presidente do Foro pola Memoria, "um suicídio coletivo como o do bou Eva não sucedeu em nenhum outro lugar durante a Guerra Civil". Acrescenta que "se este país estiver normalizado, a história do bou Eva estaria refletida já em filmes, em livros ou no teatro".